# Emilio Comici
Leonardo Emilio Comici (Trieste, 21 febbraio 1901 – Selva di Val Gardena, 19 ottobre 1940) è stato un alpinista italiano.
Effettuò numerose scalate nelle Alpi Orientali, in particolare nelle Dolomiti (aprendo circa 200 vie nuove) e nelle Alpi Giulie.
A cavallo tra gli anni trenta e quaranta rappresentò, assieme ad altri alpinisti (tra cui Riccardo Cassin, Raffaele Carlesso, Alvise Andrich, Giovanni Battista Vinatzer) la risposta italiana alle importanti realizzazioni degli alpinisti tedeschi nell'epoca del "sesto grado" (al tempo il massimo grado di difficoltà alpinistica ritenuta umanamente superabile).

## Biografia

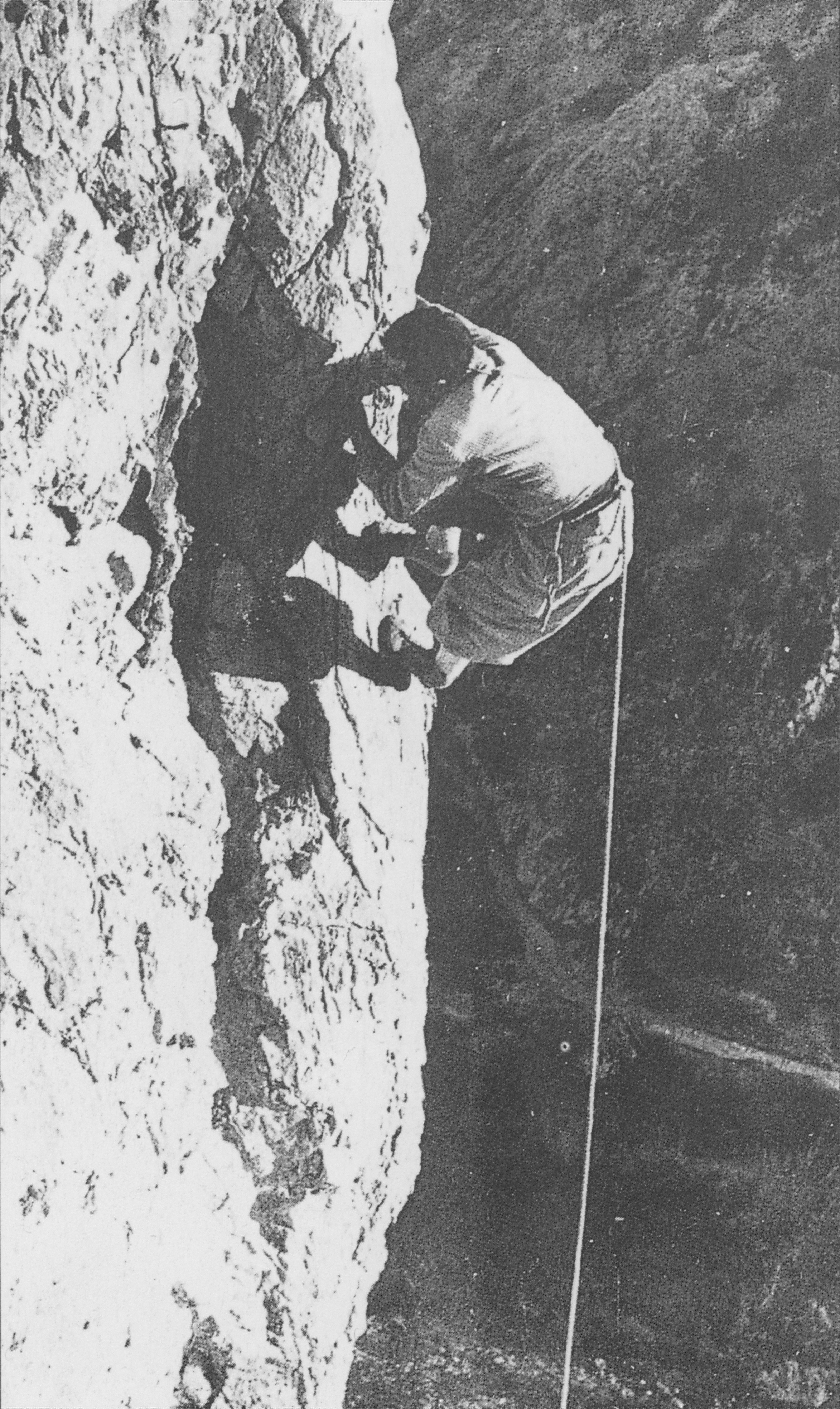
Comici in arrampicata libera in Val Rosandra

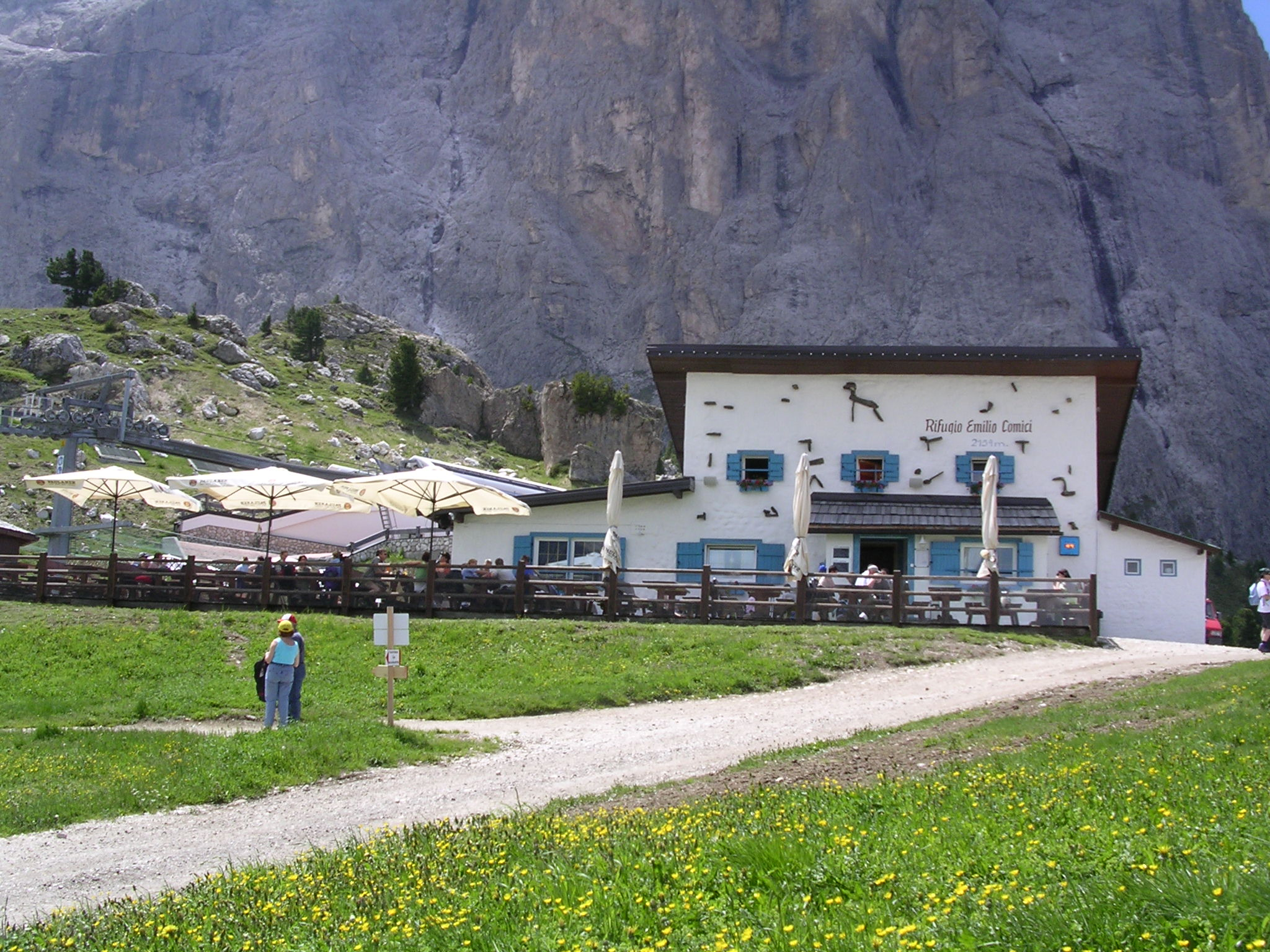
Il Rifugio Comici a Selva posto a 2.159 m s.l.m.

Figlio di Antonio e di Regina Cartago iniziò l'attività alpinistica dopo un decennio (1918-1927) dedicato alla speleologia proseguendo così la tradizione triestina (Napoleone Cozzi, Julius Kugy) ed effettuò le prime esperienze nelle vicine Alpi Giulie.
Dal 1921 entra a far parte di circoli irredentisti di Trieste e si iscrive al Partito Nazionale Fascista.
Nel 1929 fonda assieme ad altri arrampicatori del GARS (Gruppo Arrampicatori, Sciatori) della società Alpina delle Giulie sezione del CAI di Trieste la prima scuola di arrampicata in Italia definita scuola di arrampicamento e che prese alla sua morte il suo stesso nome per volontà degli istruttori dell'epoca. "Scuola di alpinismo Emilio Comici"
Nel 1932 decise di dedicarsi interamente alla montagna e si trasferì a Misurina, frazione di Auronzo di Cadore, intraprendendo la professione di guida alpina e successivamente (dal 1939) a Selva di Val Gardena ove venne anche nominato commissario prefettizio da parte del regime fascista. Nel dicembre dello stesso anno partecipa a Claviere al primo corso per maestri di sci organizzato dalla Federazione Italiana dello Sci, superando con successo gli esami finali.
Dal 1938 fino alla morte, Comici ricopre la carica di podestà fascista di Selva di Gardena.
Morì per un banale incidente (la rottura di un cordino di cui stava provando la tenuta) sporgendosi da una cengia nella palestra di roccia di Vallunga. Per lungo tempo le esatte circostanze vennero sottaciute dalle autorità fasciste, che non vollero gettare ombre sulla insigne figura di Comici.

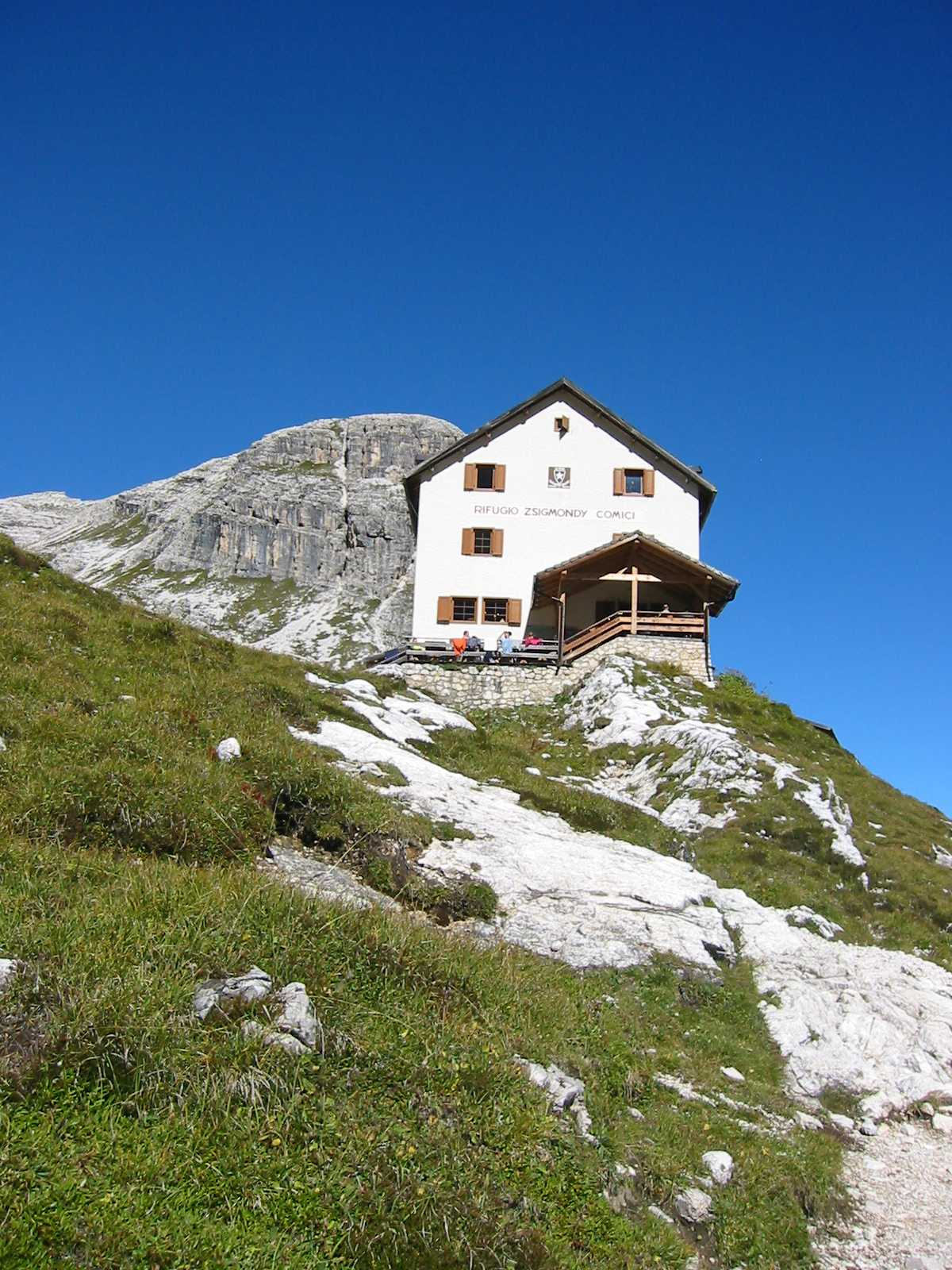
Il Rifugio Zsigmondy-Comici posto a 2.224 m s.l.m.

Oltre che per le doti di scalatore Comici viene ricordato anche per una concezione estetica dell'arrampicata percepita come un momento ove, attraverso un movimento armonioso, è possibile esprimersi. Scrisse il libro Alpinismo eroico, la cui retorica risente piuttosto chiaramente del momento storico.

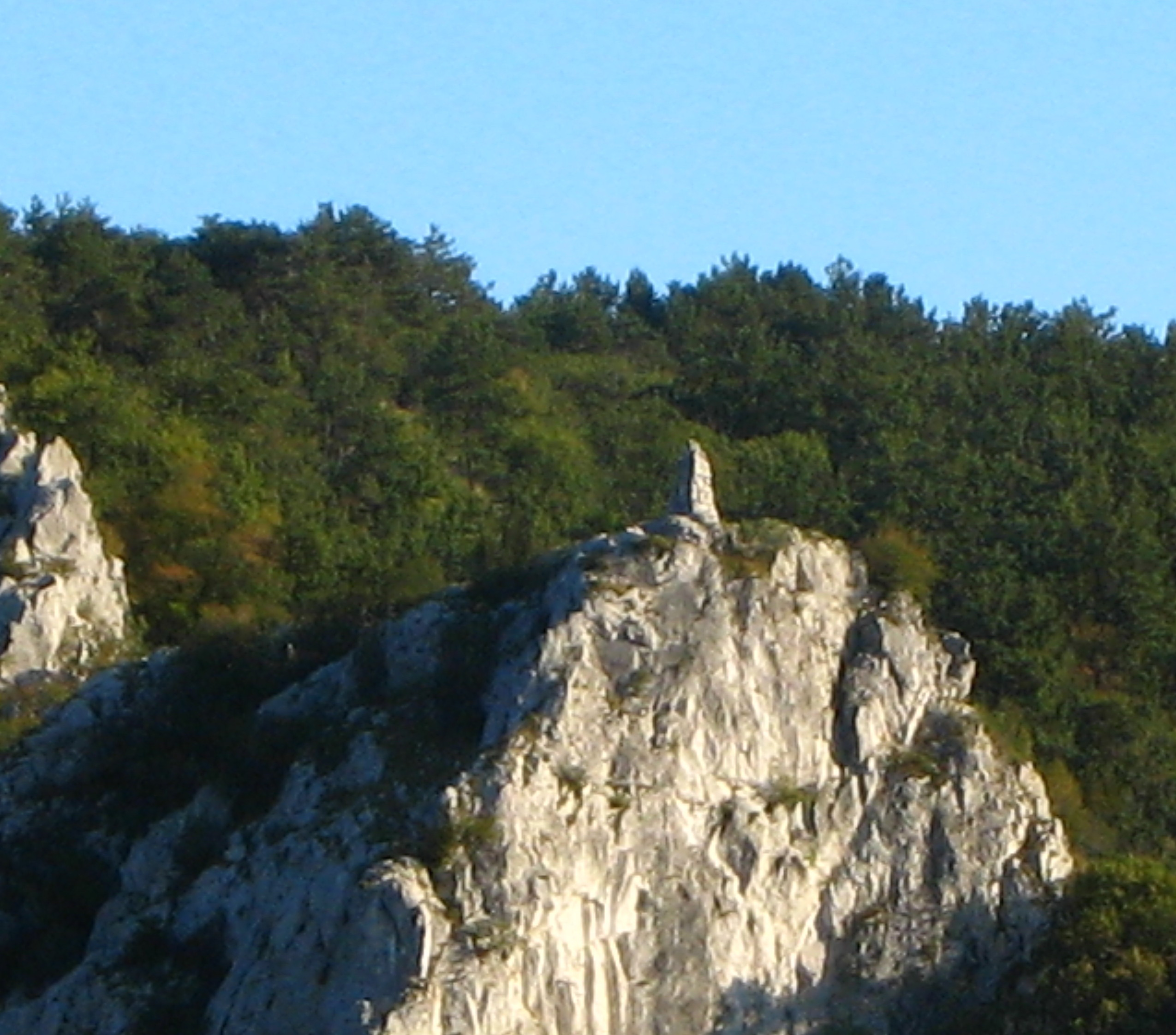
Il cippo che ricorda Emilio Comici in Val Rosandra

Ad Emilio Comici sono stati intitolati il rifugio Comici nella zona del Piz Sella-Plan del Gralba ai piedi del Sassolungo, il Rifugio Zsigmondy-Comici ai Piani di Rio di Sopra sotto la Croda dei Toni nel comune di Sesto, il bivacco Comici nella Busa del Banco nel territorio di Auronzo di Cadore, un cippo e la scuola nazionale di alpinismo Emilio Comici della società Alpina delle Giulie sezione del CAI di Trieste.
Gli è stata allieva e amica la poetessa e fotografa Antonia Pozzi.

## Salite sulle Alpi
Nel seguente elenco sono riportate alcune delle salite più significative di Emilio Comici sulle Alpi.
- Via Innominata - Torre Innominata - 1927 - Prima ascensione della parete nord con Fabjan, 550 m, V
- Via Comici - Cima di Riofreddo - 8 agosto 1928 - Prima salita con Giordano Bruno Fabjan, parete nord, 700 m, V+
- Via Comici-Fabjan - Monte Cimone del Montasio - 1929 - Prima ascensione della parete ovest con G.B. Fabjan, 550 m, V+
- Via Comici-Fabjan - Tre Sorelle del Sorapiss - 26-27 agosto 1929 - Prima salita con Giordano Bruno Fabjan[5], aperta poco prima della Micheluzzi in Marmolada e dello Spigolo della Busazza è la prima via italiana di 6°, 800 m, VI-
- Via Comici-Fabjan - Dito di Dio - 1929 - prima salita della parete ovest con G.B. Fabjan, 600 m, V
- Via Comici-Salvadori - Torre del Diavolo - 1930 - salita diretta dal versante ovest con Mario Salvadori, 120 m, VI
- Via Comici-Benedetti - Monte Civetta - 4-5 agosto 1931 - Prima salita con Giulio Benedetti, 1050 m, VI,A2 parete nord-ovest[6]
- Via Comici-Brunner-Cernuschi - 1932 - Prima ascensione dello Spiz di Lagunaz tramite Torre di Lagunaz e Torre del Boral nelle Pale di San Lucano, 180 m, IV+
- Via Comici-Dimai - Cima Grande di Lavaredo - 13-14 agosto 1933 - Prima salita della parete nord con Giovanni e Angelo Dimai, 550 m, VI- e A1[7]
- Via Comici-Cassin - Zuccone Campelli - giugno 1933 - Prima salita con Riccardo Cassin, Mario Dell'Oro, Mary Varale e Mario Spreafico, 140 m, IV- parete ovest[8]
- Spigolo Giallo - Cima Piccola di Lavaredo - 8-9 settembre 1933 - Prima salita dello spigolo sud-est con Mary Varale e Renato Zanutti, 350 m, VI+ [9]
- Via Comici - Punta di Frida - 2 agosto 1934 - Salita con Giordano Bruno Fabjan, Vittorio  Cottafavi e Gianfranco Pompei, 250 m/V,VI parete est[10]
- Via Comici - Torre Piccola di Falzarego - 10 agosto 1934 - Prima salita con Mary Varale e Sandro Del Torso, 230 m/V spigolo sud[11]
- Via Comici-Mazzorana - Cima Piccola di Lavaredo - 1936 - prima salita dello spigolo nord-ovest con Piero Mazzorana, 350 m, VII
- Via Comici-Del Torso-Zanutti - Torre Comici - 13 luglio 1936 - Prima salita con Sandro Del Torso e Renato Zanutti, 300 m,V,VI parete est[12]
- Via Comici - Dito di Dio - 8-9 settembre 1936 - Prima salita della parete nord con Piero Mazzorana e Sandro Del Torso, 600 m,VI
- Campanile Basso - prima ripetizione solitaria della via Preuss alla parete est in 1 ora e 1/4, 1937
- Cima Grande di Lavaredo -  prima ripetizione in solitaria della sua via alla parete nord in 3 ore e 3/4, 1937
- Via Comici - Salame del Sassolungo - 28-29 agosto 1940 - Prima salita della parete nord con Severino Casara, via dedicata ad Italo Balbo 450 m, VI+